# Christophe Dugarry
Christophe Dugarry (Lormont, Nueva Aquitania, 24 de marzo de 1972) es un exfutbolista francés.

## Trayectoria
Comenzó su carrera como futbolista profesional en el Girondins de Burdeos, donde coincidió con Zinedine Zidane y Bixente Lizarazu. En 1998, los tres participaron en la Copa Mundial de Francia 1998 en la que alcanzaron el título.
También formó parte del combinado francés que ganó la Eurocopa 2000. Su último partido con la selección lo jugó en la Copa Mundial de Fútbol de 2002, cuando Francia perdió 2-0 frente a Dinamarca. Disputó un total de 55 partidos marcando 8 goles.

## Polémicas
El 2 de julio de 2020, Christophe causó gran polémica luego de que calificara de medio autista a Lionel Messi tras analizar la situación de Antoine Griezmann en el FC Barcelona debido a que el francés tenía problemas internos en el club, esto generó una ola de críticas hacia él debido a su expresión sobre el capitán de la Selección Argentina, sin embargo, luego de unas horas todo se calmó y Christophe salió a pedir disculpas al astro argentino.

## Estadísticas
| Girondins de Burdeos "B" Francia | 3.ª                 |                     |     |    |    |   |    |    |     |    |      |
| Girondins de Burdeos "B" Francia | 3.ª                 | 1988-89             | 14  | 2  | —  | — | —  | —  | 14  | 2  | 0,14 |
| Girondins de Burdeos "B" Francia | 3.ª                 | 1989-90             | 20  | 6  | —  | — | —  | —  | 20  | 6  | 0,30 |
| Girondins de Burdeos "B" Francia | Total club          | Total club          | 34  | 8  | 0  | 0 | 0  | 0  | 34  | 8  | 0,24 |
| Girondins de Burdeos Francia | 1.ª                 |                     |     |    |    |   |    |    |     |    |      |
| Girondins de Burdeos Francia | 1.ª                 | 1989                | 2   | 0  | —  | — | —  | —  | 2   | 0  | 0,00 |
| Girondins de Burdeos Francia | 1.ª                 | 1990-91             | 32  | 3  | 1  | 0 | 5  | 1  | 38  | 4  | 0,11 |
| Girondins de Burdeos Francia | 2.ª                 | 1991-92             | 27  | 4  | 5  | 1 | —  | —  | 32  | 5  | 0,16 |
| Girondins de Burdeos Francia | 1.ª                 | 1992-93             | 35  | 6  | 3  | 0 | —  | —  | 38  | 6  | 0,16 |
| Girondins de Burdeos Francia | 1.ª                 | 1993-94             | 35  | 8  | 3  | 1 | 5  | 1  | 43  | 10 | 0,23 |
| Girondins de Burdeos Francia | 1.ª                 | 1994-95             | 32  | 9  | 3  | 1 | 4  | 1  | 39  | 11 | 0,28 |
| Girondins de Burdeos Francia | 1.ª                 | 1995-96             | 16  | 4  | —  | — | 13 | 5  | 29  | 9  | 0,31 |
| Girondins de Burdeos Francia | 1.ª                 | 2000                | 12  | 3  | 7  | 2 | —  | —  | 19  | 5  | 0,26 |
| Girondins de Burdeos Francia | 1.ª                 | 2000-01             | 22  | 5  | 4  | 1 | 6  | 1  | 32  | 7  | 0,22 |
| Girondins de Burdeos Francia | 1.ª                 | 2001-02             | 18  | 1  | 4  | 0 | 4  | 3  | 26  | 4  | 0,15 |
| Girondins de Burdeos Francia | 1.ª                 | 2002                | 13  | 0  | —  | — | 5  | 1  | 18  | 1  | 0,06 |
| Girondins de Burdeos Francia | Total club          | Total club          | 244 | 43 | 30 | 6 | 42 | 13 | 316 | 62 | 0,20 |
| AC Milan · Italia | 1.ª                 | 1996-97             | 21  | 5  | 2  | 0 | 3  | 1  | 26  | 6  | 0,23 |
| AC Milan · Italia | Total club          | Total club          | 21  | 5  | 2  | 0 | 3  | 1  | 26  | 6  | 0,23 |
| FC Barcelona · España | 1.ª                 | 1997                | 7   | 0  | 2  | 0 | 4  | 0  | 13  | 0  | 0,00 |
| FC Barcelona · España | Total club          | Total club          | 7   | 0  | 2  | 0 | 4  | 0  | 13  | 0  | 0,00 |
| Olympique de Marsella Francia | 1.ª                 |                     |     |    |    |   |    |    |     |    |      |
| Olympique de Marsella Francia | 1.ª                 | 1998                | 9   | 1  | 4  | 0 | —  | —  | 13  | 1  | 0,08 |
| Olympique de Marsella Francia | 1.ª                 | 1998-99             | 28  | 4  | 3  | 1 | 10 | 3  | 41  | 8  | 0,20 |
| Olympique de Marsella Francia | 1.ª                 | 1999                | 15  | 3  | —  | — | 4  | 2  | 19  | 5  | 0,26 |
| Olympique de Marsella Francia | Total club          | Total club          | 52  | 8  | 7  | 1 | 14 | 5  | 73  | 14 | 0,19 |
| Birmingham City Inglaterra | 1.ª                 |                     |     |    |    |   |    |    |     |    |      |
| Birmingham City Inglaterra | 1.ª                 | 2003                | 16  | 5  | —  | — | —  | —  | 16  | 5  | 0,31 |
| Birmingham City Inglaterra | 1.ª                 | 2003-04             | 14  | 1  | 1  | 0 | —  | —  | 15  | 1  | 0,07 |
| Birmingham City Inglaterra | Total club          | Total club          | 30  | 6  | 1  | 0 | 0  | 0  | 31  | 6  | 0,19 |
| Qatar SC Catar | 1.ª                 | 2004-05             | 30  | 1  | —  | — | —  | —  | 30  | 1  | 0,03 |
| Qatar SC Catar | Total club          | Total club          | 30  | 1  | 0  | 0 | 0  | 0  | 30  | 1  | 0,03 |
| Total en su carrera | Total en su carrera | Total en su carrera | 418 | 70 | 42 | 7 | 63 | 19 | 523 | 96 | 0,18 |
| (1) Las copas nacionales se refiere a la Copa Centenario de la AFA (1993-94); Copa Chile (1995) y a la Copa del Rey (1996-01). (2) Las copas internacionales se refiere a la Copa Libertadores (1989-96); Supercopa Sudamericana (1989-95) y a la Liga de Campeones de la Concacaf (2002). (3) Media de goles por encuentro. No incluye goles en partidos amistosos. |                     |                     |     |    |    |   |    |    |     |    |      |

## Palmarés

### Campeonatos nacionales
| Título                     | Club    | País    | Año  |
| -------------------------- | ------- | ------- | ---- |
| Ligue 2                    | Burdeos | Francia | 1992 |
| Copa de la Liga de Francia | Burdeos | Francia | 2002 |

### Campeonatos internacionales
| Título                    | Equipo (*)           | Sede                   | Año  |
| ------------------------- | -------------------- | ---------------------- | ---- |
| Copa Intertoto            | F. C. Bordeaux       | Francia                | 1995 |
| Copa Mundial de Fútbol    | Selección de Francia | Francia                | 1998 |
| Eurocopa                  | Selección de Francia | Bélgica y Países Bajos | 2000 |
| Copa FIFA Confederaciones | Selección de Francia | Corea del Sur y Japón  | 2001 |

### Distinciones individuales
| Distinción       | Año  |
| ---------------- | ---- |
| Légion d'Honneur | 1998 |